# Saint-Jurs
Saint-Jurs é uma comuna francesa na região administrativa da Provença-Alpes-Costa Azul, no departamento dos Alpes da Alta Provença. Estende-se por uma área de 33,59 km². Em 2010 a comuna tinha 141 habitantes (densidade: 4,2 hab./km²).